# Glyphmaster
Glyphmaster (titre original : Trackers) est un roman de Patrick Carman paru aux États-Unis aux éditions Scholastic en 2010 puis traduit en français par Danièle Laruelle et publié aux éditions Bayard Jeunesse en 2012.

## Résumé
Adam Henderson est un petit génie de l'informatique. Depuis l'âge de neuf ans, il passe sa vie enfermé dans le Caveau, une pièce que son père a aménagée pour lui au fond de sa boutique. Le garçon y répare les ordinateurs et disques durs les plus récalcitrants, il y invente des logiciels des pare-feux d'une incroyable efficacité, mais aussi des gadgets de haute technologie. Son rêve : devenir le nouveau Bill Gates. Un jour, il rencontre ses premiers amis : Finn, un modu de skateboard, Lewis et Emily, des geeks, comme lui. Ensemble, ils fondent le groupe Trackers. Leur objectif : tester les inventions d'Adam en détectant les failles de sécurité sur Internet et dans des lieux protégés. Mais les prouesses du garçon ne passent pas inaperçus sur la Toile, et bientôt le piège se referme, obligeant Adam à raconter son histoire... dans les bureaux de police.

## Personnages
- Adam : Le cerveau du groupe. C'est lui qui a entraîné les autres dans cette aventure. Et c'est le principal accusé.
- Lewis : Le plus prudent des Trackers. Il aurait dû voir le piège venir. Mais la traque est ainsi : le prédateur peut vite devenir la proie.
- Emily : Le sang-froid incarné. Sauf quand les enjeux sont trop importants, comme à présent, et la pression est trop forte.
- Finn : La tête brûlée. Il aime repousser les limites. Seulement, il a un gouffre entre une figure difficile en skateboard et une traque dont l'issue est une question de vie ou de mort.